# 18 септември
18 септември е 261-вият ден в годината според григорианския календар (262-ри през високосна). Остават 104 дни до края на годината.

## Събития
- 96 г. – След убийството на Домициан за римски император е определен Нерва – първият от Петимата добри императори.
- 1502 г. – Христофор Колумб достига бреговете на Коста Рика, при последната си, 4-та експедиция до Новия свят.
- 1759 г. – Канадската провинция Квебек окончателно попада под английски контрол.

- 1793 г. – Президентът Джордж Вашингтон прави първата копка на сградата на Конгреса на САЩ – Капитолия.
- 1810 г. – В Чили е формирано първото военно правителство на страната – начало на борбата за получаване на независимост от Испания.
- 1851 г. – Започва да излиза американският ежедневник Ню Йорк Таймс.
- 1885 г. – Съединението на България: Извършен е военен преврат, подкрепен от българския княз Александър I Батенберг. (нов стил)
- 1906 г. – Тайфун, придружен с цунами, стават причина за смъртта на около 10 000 души в Хонконг.
- 1910 г. – Съставено е тридесет и първото правителство на България, начело с Александър Малинов.
- 1922 г. – Унгария е приета в Обществото на народите.
- 1923 г. – Правителството на професор Александър Цанков иска и получава разрешение от Междусъюзническата военнотехническа комисия за свикване на 3000 наборници за потушаване на комунистическите бунтове.
- 1925 г. – Основан е град Аймореш в Бразилия.
- 1928 г. – За първи път е направен полет над Ламанша с автожира „С-8“, пилотиран от конструктора Хуан де Ла Сиерва.
- 1934 г. – СССР е приет в Обществото на народите.
- 1961 г. – Генералният секретар на ООН Даг Хамаршелд загива в самолетна катастрофа над Конго.
- 1962 г. – Руанда, Бурунди и Ямайка са приети за членове на ООН.
- 1970 г. – Джими Хендрикс е намерен мъртъв в Лондон.
- 1973 г. – Двете Германии – ФРГ и ГДР са приети за членки на ООН.
- 1976 г. – В Пекин се състои погребалната церемония на лидера на Китай Мао Дзъдун.
- 1981 г. – Премахнато е смъртното наказание във Франция.
- 1998 г. – Създадена е неправителствената организация ICANN, която отговаря за поддържането на системата от домейни и IP-адреси в Интернет.
- 2008 г. – XL народно събрание на България приема Пражката декларация за европейската съвест и комунизма, която осъжда нацистките и комунистическите тоталитарни режими.
- 2014 г. – Референдум за независимост на Шотландия.

## Родени
- 53 г. – Траян, римски император († 117 г.)
- 1709 г. – Самюел Джонсън, британски есеист, критик, поет († 1784 г.)
- 1819 г. – Леон Фуко, френски физик († 1868 г.)
- 1895 г. – Джон Дийфенбейкър, 13-и министър-председател на Канада († 1979 г.)
- 1905 г.
  - Агнес де Мил, американски хореограф († 1993 г.)
  - Грета Гарбо, шведска и американска актриса († 1990 г.)
  - Еди Андерсън, американски актьор († 1977 г.)
- 1907 г. – Леон Аскин, австрийски актьор († 2005 г.)
- 1908 г. – Виктор Амбарцумян, арменски астроном († 1996 г.)
- 1910 г. – Джоузеф Инрайт, американски морски офицер († 2000 г.])
- 1916 г. – Росано Браци, италиански актьор († 1994 г.)
- 1920 г.
  - Джак Уордън, американски актьор († 2006 г.])
  - Дорис Мюрингер, австрийска поетеса († 2009 г.)
- 1926 г. – Бъд Грийнспан, американски кинопродуцент
- 1932 г. – Николай Рукавишников, руски космонавт († 2002 г.)
- 1933 г. – Джими Роджърс, американски певец и композитор
- 1940 г. – Франки Авалон, музикант
- 1942 г. – Аксиния Джурова, български учен – изкуствовед
- 1944 г. – Иван Милев, български музикант
- 1945 г.
  - Катя Паскалева, българска актриса († 2002 г.)
  - Руси Чанев, български актьор
- 1946 г. – Павел Поппандов, български актьор
- 1947 г. – Джанкарло Минарди, италиански автомобилен шеф
- 1950 г. – Карл Вербракен, белгийски композитор
- 1951 г.
  - Бен Карсън, американски неврохирург
  - Марк Сюрер, швейцарски автомобилен състезател
- 1952 г.
  - Ди Ди Рамон, американски музикант (Ramones) († 2002 г.)
  - Рик Питино, американски баскетболен треньор
- 1954 г. – Стивън Пинкър, канадски психолог и лингвист
- 1957 г. – Богомил Бонев, български политик
- 1958 г. – Рашид Таха, френско-алжирски музикант
- 1959 г. – Райн Сендбърг, американски бейзболист
- 1960 г. – Карим Рашид, египетски дизайнер
- 1961 г.
  - Бернар Вербер, френски писател фантаст
  - Джеймс Гандолфини, американски актьор († 2013 г.)
- 1964 г.
  - Курт Хансен, датски шахматист
  - Холи Робинсън, американска актриса
- 1968 г.
  - Darryl Hill – Cappadonna, американски рапър – (Wu-Tang)
  - Тони Кукоч, хърватски баскетболист
- 1971 г.
  - Джейда Пинкет Смит, американски модел, актриса
  - Ланс Армстронг, американски колоездач
- 1972 г. – Димитър Рачков, български актьор
- 1973 г. – Джеймс Марсдън, американски актьор
- 1974 г.
  - Икзибит, американски рапър
  - Сол Кембъл, британски футболист
- 1976 г. – Стефан Иванов, български актьор
- 1979 г. – Симон Тръпчески, пианист от Република Македония
- 1983 г. – Кевин Дойл, ирландски футболист
- 1986 г. – Анелия Луцинова, българска актриса
- 1994 г.
  - Владислав Радославов, български футболист
  - Елица Янкова, български олимпийски шампион по свободна борба.

## Починали
- 96 г. – Домициан, римски император (* 51 г.)
- 1180 г. – Луи VII, крал на Франция (* 1120 г.)
- 1598 г. – Тойотоми Хидейоши, японски военачалник (* 1536 г.)
- 1708 г. – Бенин Доверн дьо Сен-Мар, френски офицер (* 1626 г.)
- 1753 г. – Христофор Жефарович, български зограф и график (* [1690] г.)
- 1783 г. – Леонард Ойлер, швейцарски математик, физик и астроном (* 1707 г.)
- 1865 г. – Кристиан Юлиус Де Меза, датски генерал (* 1792 г.)
- 1906 г. – Натанаил Охридски, български духовник (* 1820 г.)
- 1911 г. – Пьотр Столипин, руски политик (* 1862 г.)
- 1936 г. – Василий Немирович-Данченко, руски писател (* 1849 г.)
- 1943 г. – Величко Велянов, български революционер (* 1874 г.)
- 1961 г. – Даг Хамаршелд, шведски генерален секретар на ООН, Нобелов лауреат (* 1905)
- 1963 г. – Иван Орманджиев, български историк (* 1891 г.)
- 1967 г. – Сър Джон Кокрофт, британски физик, Нобелов лауреат през 1951 г. (* 1897 г.)
- 1968 г. – Константин Матов, български лекар (* 1899 г.)
- 1970 г. – Джими Хендрикс, американски рок музикант и китарист (* 1942 г.)
- 1990 г. – Александър Обретенов, български изкуствовед (* 1903 г.)
- 2006 г. – Нилтон Мендеш, бразилски футболист (* 1976 г.)
- 2013 г. – Марсел Райх-Раницки, немски литературен критик (* 1920 г.)

## Празници
- Древна Гърция – Пети ден от Елевзинските мистерии
- Чили – Ден на независимостта (1810 г., чества се образуване на първото правителство – начало на борбата за независимост от Испания, извоювана окончателно през 1818 г., национален празник)